# Miniatura persa

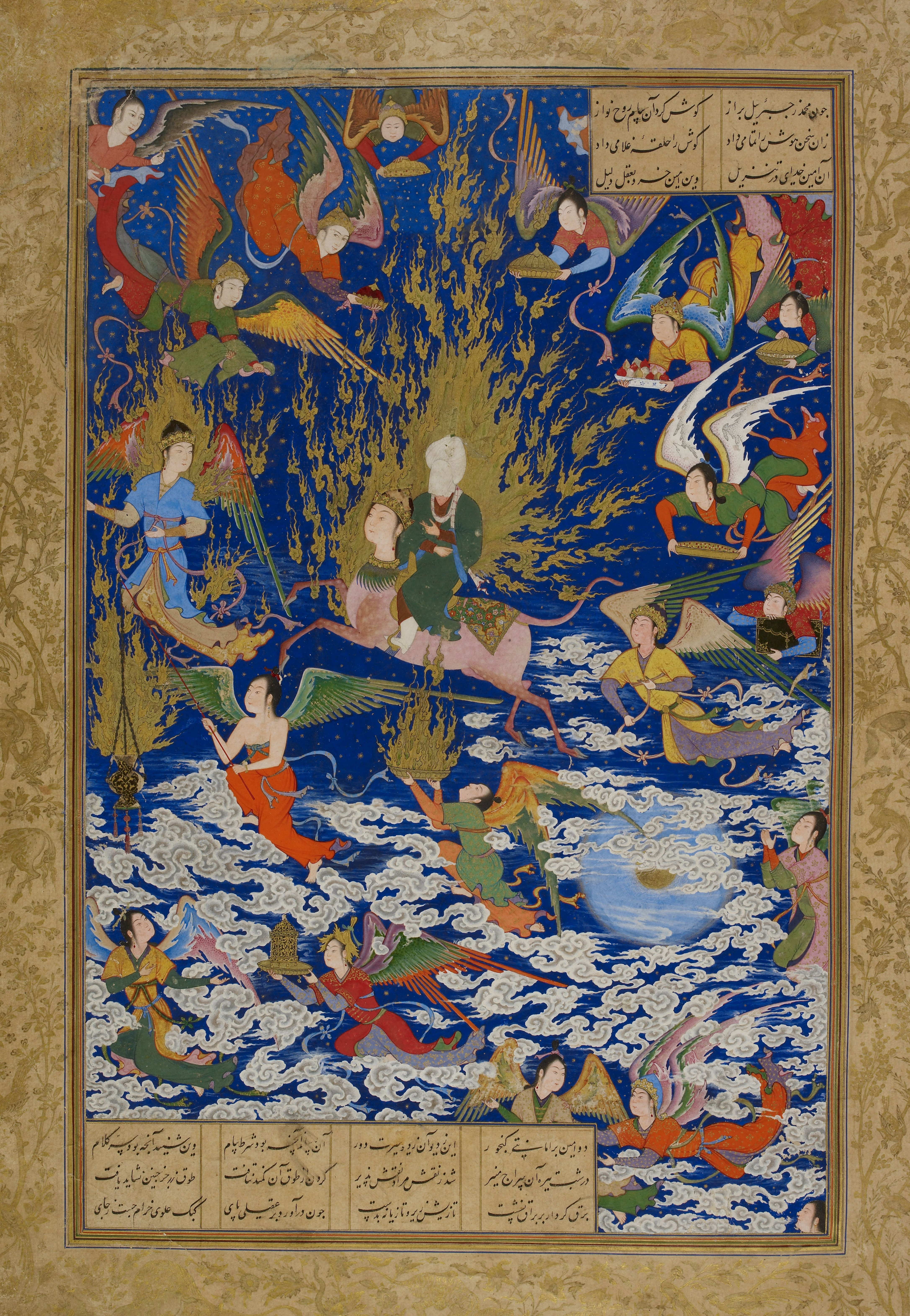
Miniatura persa que representa al profeta Mahoma ascendiendo a los cielos, un viaje que se conoce como Miraj.

Una miniatura persa es una pequeña pintura, ya sea una ilustración de un libro o de una obra de arte independiente destinada a ser guardada en un álbum de esta misma obra. Las técnicas son comparables a las miniaturas y manuscritos ilustrados bizantinos y occidentales. Aunque existe una tradición de murales persas igual de importante, el número y grado de conservación de las miniaturas es mejor y ellas son mejor conocidas como forma de arte persa en Occidente. 
La miniatura se convirtió en una forma importante de arte persa en el siglo XIII, y los siglos de oro se alcanzaron entre los siglos XV y XVI. La tradición de la miniatura ha continuado, con algunas influencias occidentales, hasta la actualidad. La miniatura persa influyó decisivamente en otras corrientes miniaturistas islámicas como la miniatura otomana en Turquía y la miniatura mogola en el subcontinente indio. 

## Historia de la miniatura persa
El origen de la miniatura persa es difícil de establecer. Esta forma de arte alcanzó su cumbre principalmente durante el periodo mongol y la dinastía timúrida entre los siglos XIII y XVI, y estuvo muy influenciado por la pintura china ya que los dirigentes mongoles, llevaron a Persia un gran número de artistas chinos a su corte.
En el Ilkanato y la dinastía timúrida, las miniaturas mongoles y persas, representaban animales míticos como los buraq y dragones con un estilo que recuerda a los dragones chinos. La representación de los fondos también está influida por los pintores chinos quienes llevaron la acuarela a Irán e iniciaron varias escuelas miniaturistas persas durante la Edad Media. De hecho, muchas pinturas religiosas, muestran elementos que sin duda provienen del arte chino. Los ángeles islámicos son representados vistiendo ropajes ajustados, al estilo de los chinos del norte. La miniatura persa de los periodos del Ilkanato y la dinastía timúrida, a menudo muestran técnicas de dibujo de paisajes de las escuelas chinas contemporáneas, desarrolladas durante la dinastía Song y la dinastía Yuan.

## Grandes miniaturistas persas
- Kamāl ud-Dīn Behzād Herawī: maestro miniaturista durante la dinastía timúrida y fundador de la escuela safávida.
- Reza Abbasi: uno de los miniaturistas persas más renombrados en el periodo safávida.
- Abd al-Samad: miniaturista del siglo XVI. Se instaló en la India donde fue uno de los fundadores de la escuela Mongola de miniaturistas.
- Hossein Behzad: renombrado miniaturista contemporáneo.
- Mahmoud Farshchian: renombrado miniaturista contemporáneo.

## Galería de pinturas

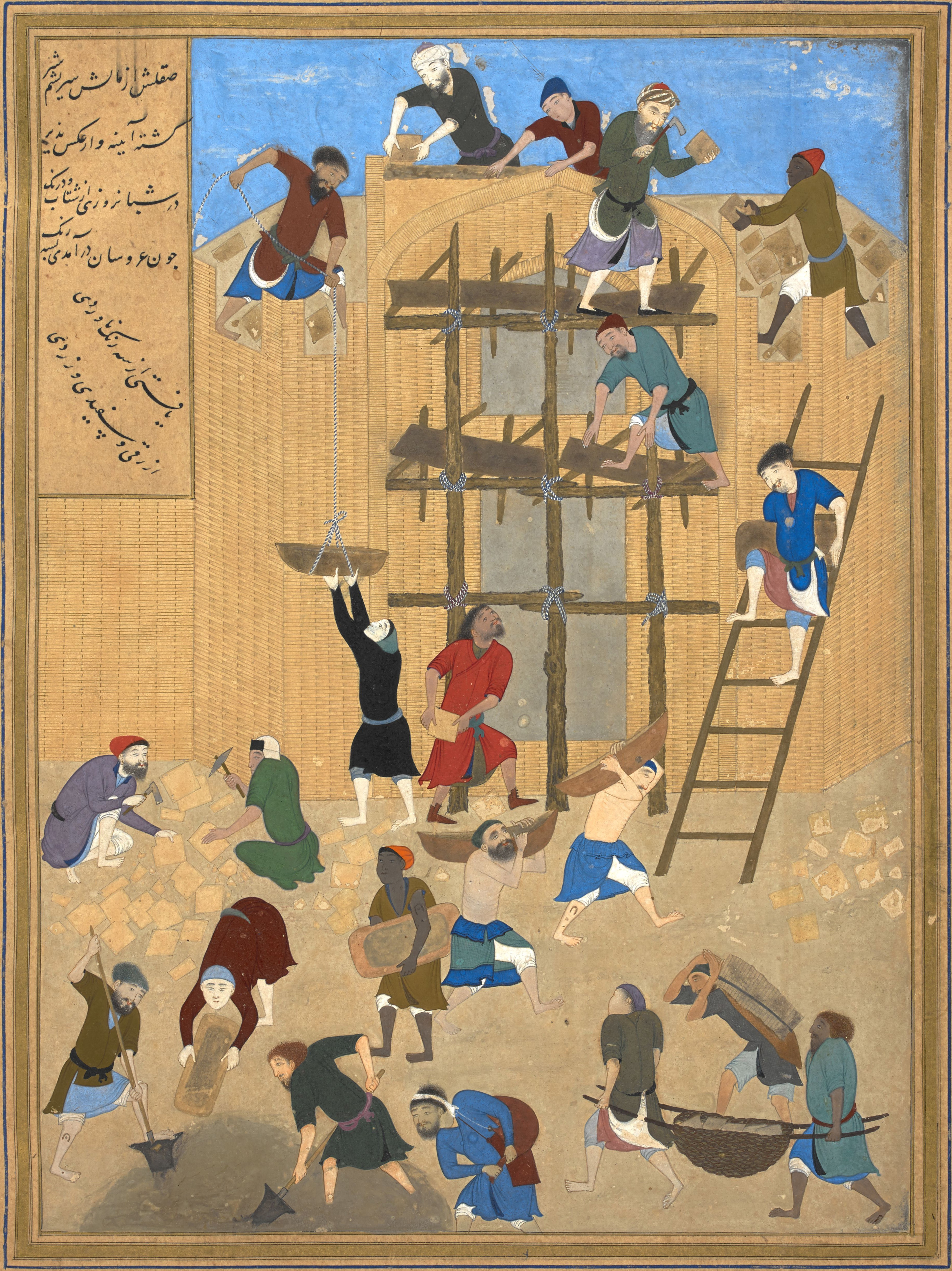
"La construcción del fuerte Khavarnaq" por Kamāl ud-Dīn Behzād Herawī, Herat c. 1494-1495, dinastía timúrida.
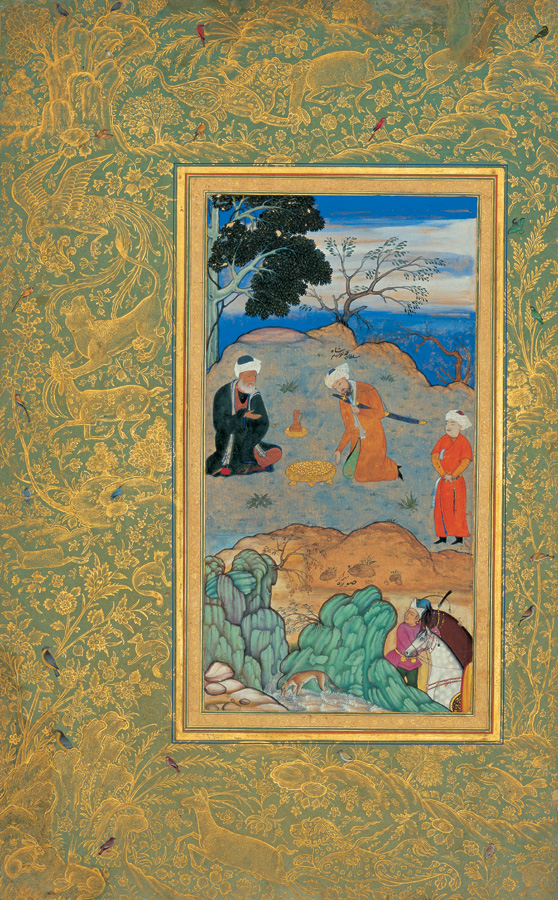
Al igual que en los manuscritos occidentales, los bordes exquisitamente decorados son parte integral del trabajo artístico. Data de la primera mitad del siglo XVI.
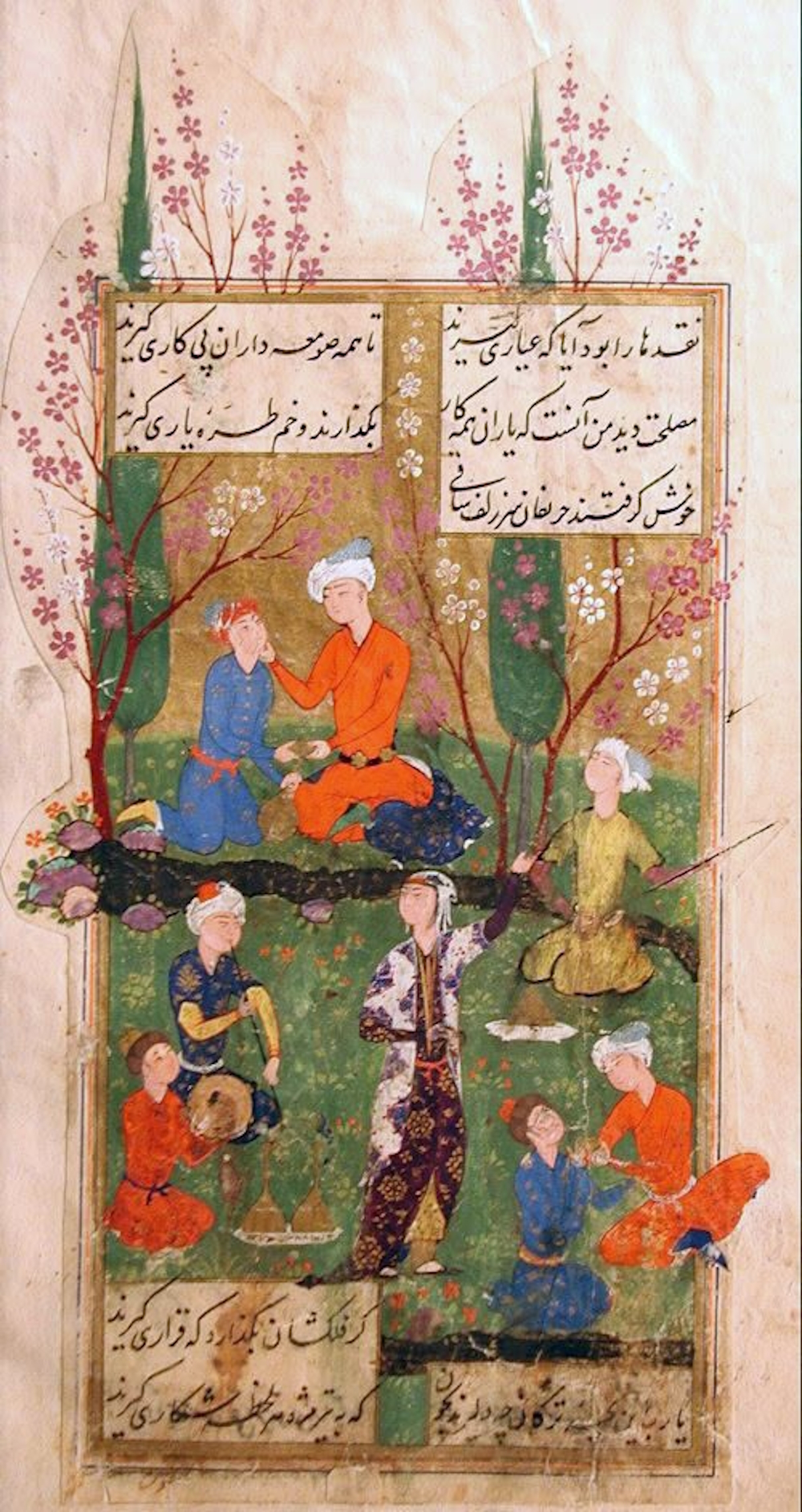
La poesía, el vino y los jardines son elementos comunes de obras posteriores - 1585.
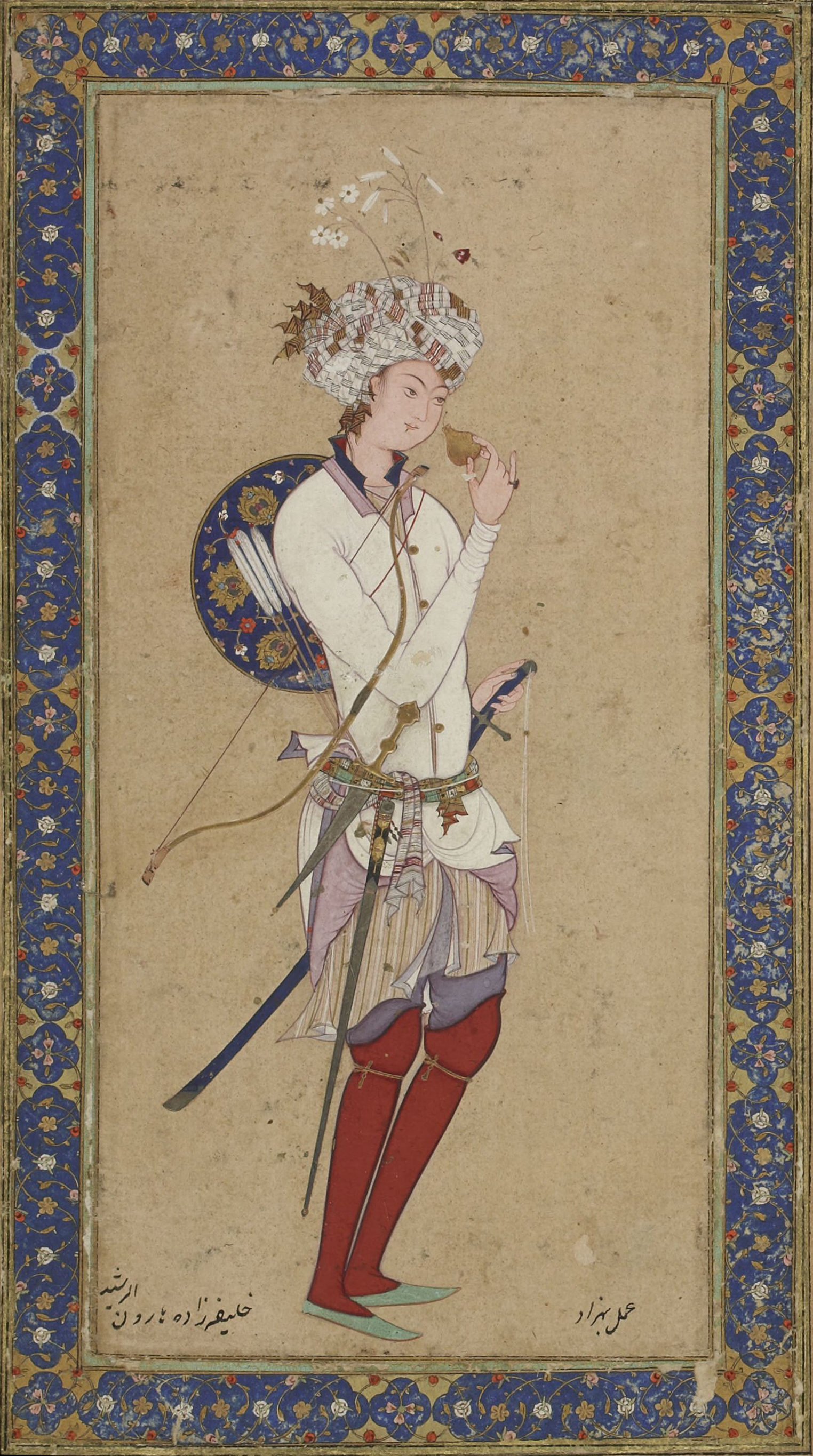
Miniatura de Harun al-Rashid en las Mil y una noches.
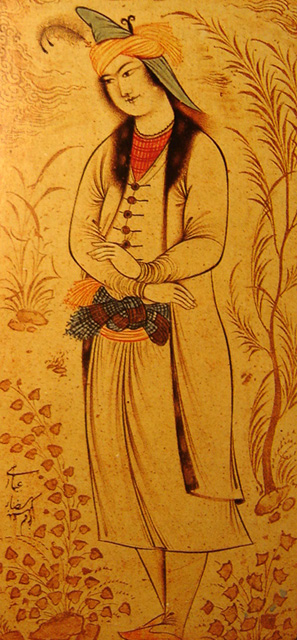
El príncipe Muhammad-Beik de Georgia por Reza Abbasi, 1620.
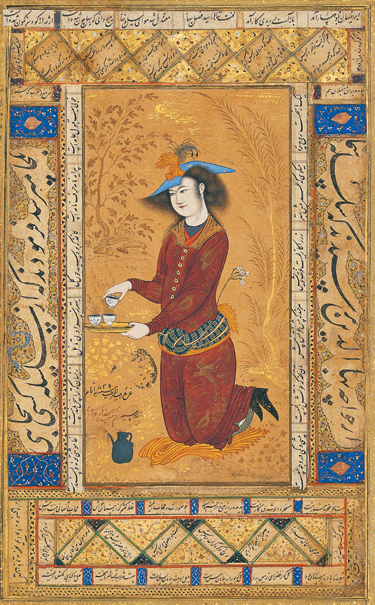
Saki Reza Abbasi, 1609.
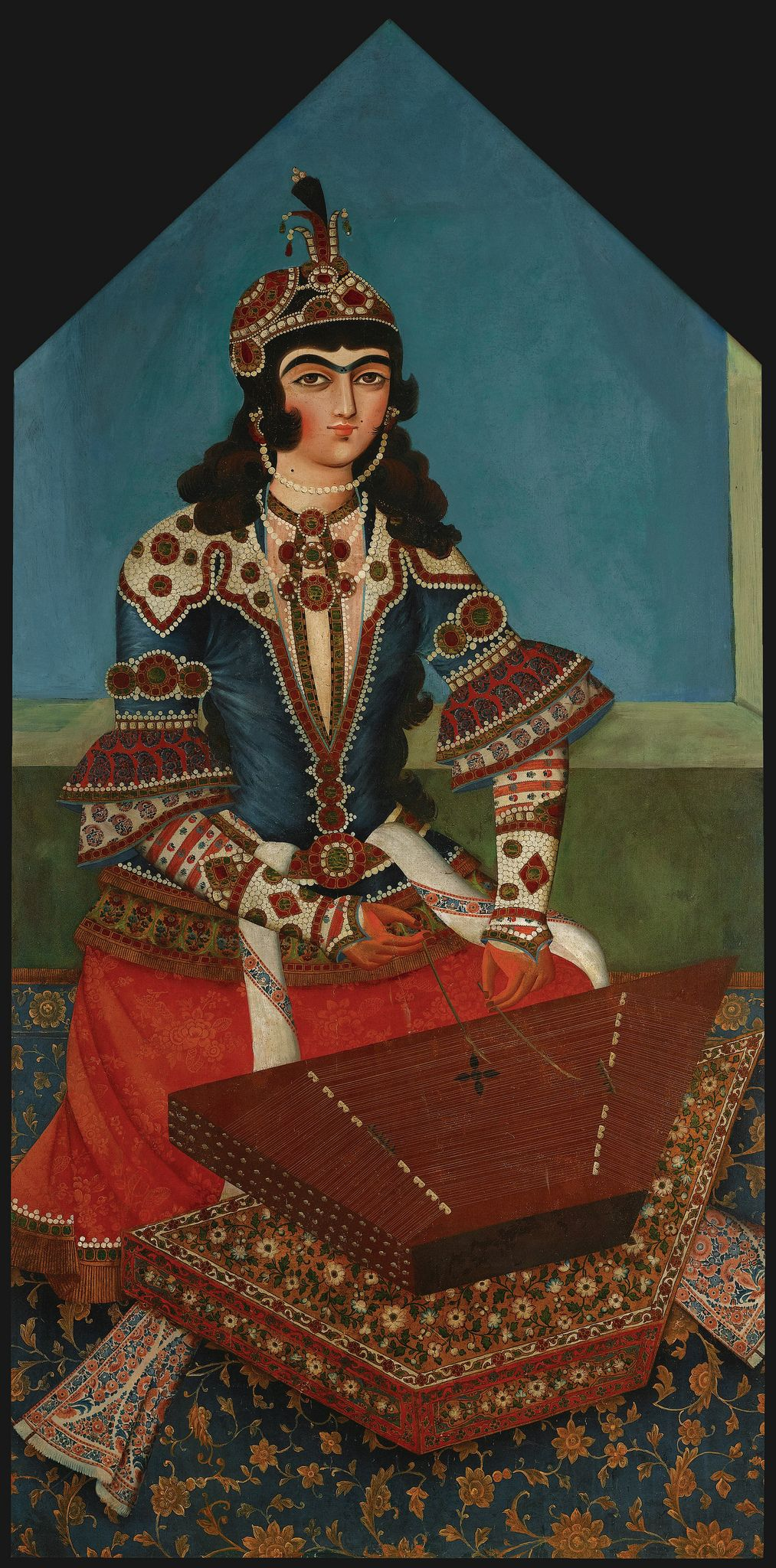
Santur de una pintura en miniatura iraní de 1830.
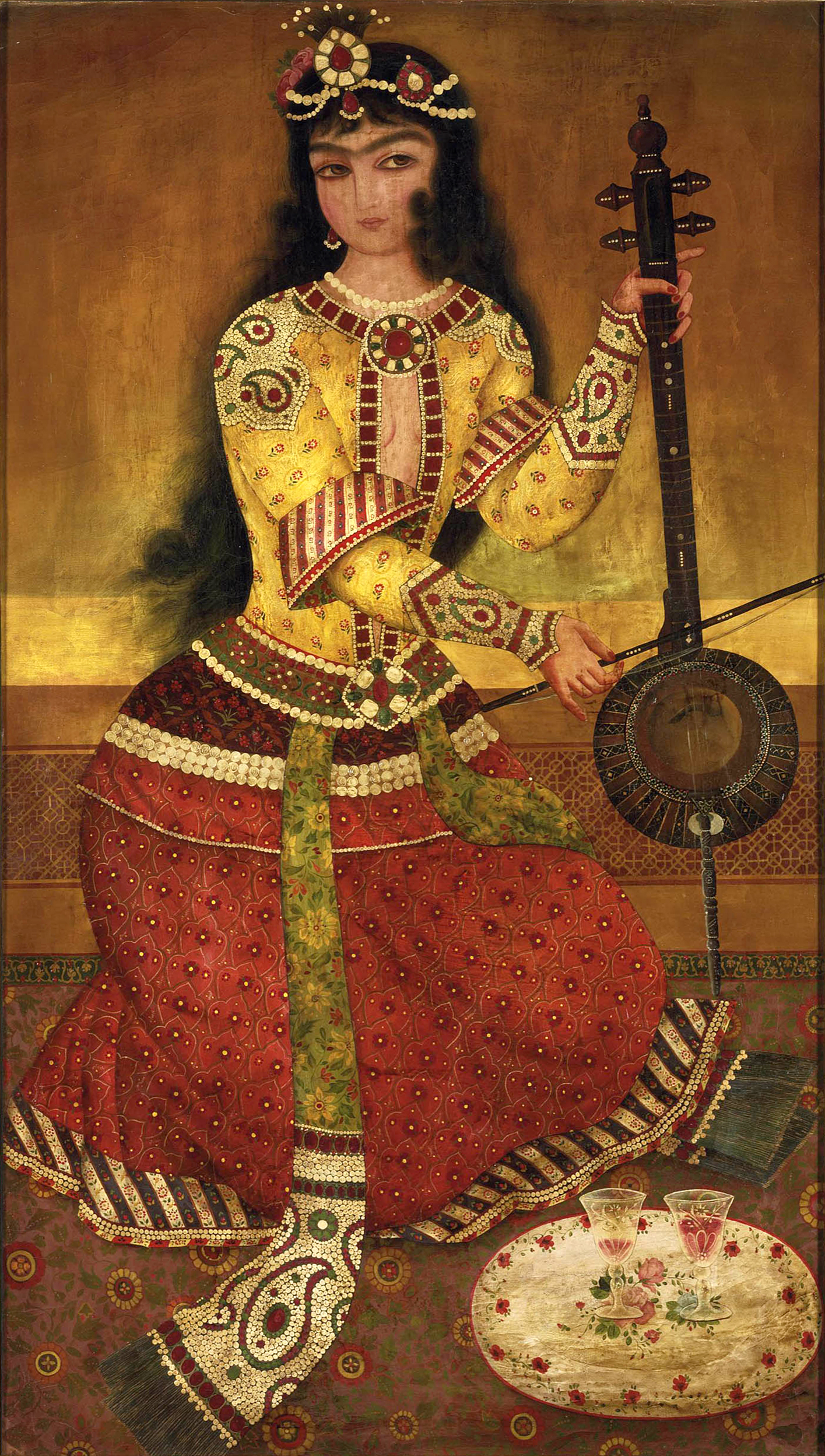
Un músico de la corte tocando la kemanche, pintura de Abul Qasim, Qajar Irán
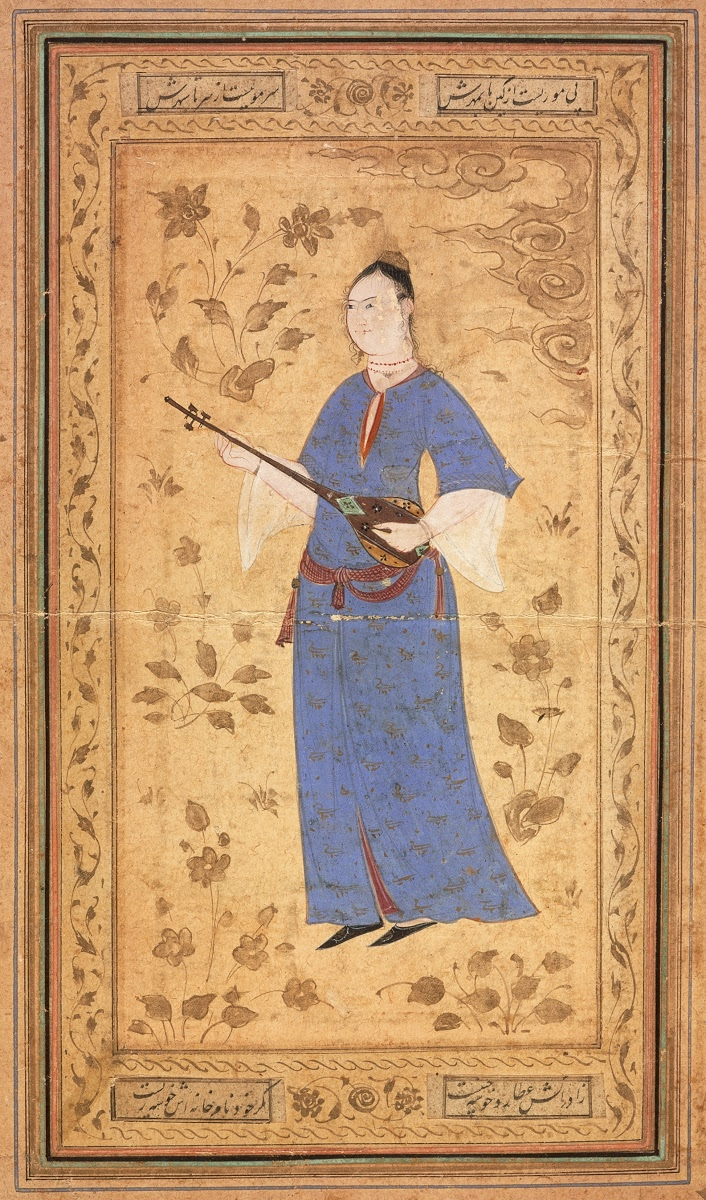
Mujer con un setar, Safavid Irán, Isfahan (ca.1600-1610)